# Spinopotemnemus kaszabi
Spinopotemnemus kaszabi är en skalbaggsart som beskrevs av Stefan von Breuning 1973. Spinopotemnemus kaszabi ingår i släktet Spinopotemnemus och familjen långhorningar. Inga underarter finns listade i Catalogue of Life.